# Џон Бул
Џон Бул (енгл. John Bull) је национална персонификација Велике Британије, нарочито Енглеске, посебно у политичким карикатурама и другим сродним медијима. Обично је приказан као крупан, средовечан, весео и практичан мушкарац, житељ сеоских крајева.

## Порекло
Џон Бул се први пут појавио у памфлету Закон је рупа без дна (енгл. Law is a Bottomless Pit) доктора Џона Арбатнота 1712. године, а затим је популаризован у разним видовима ондашње штампе. Иако је у почетку служио за исмевање, Вилијам Хогарт и други аутори су Була убрзо претворили у "херојски архитип слободољубивог Енглеза". Касније, лик Џона Була је стигао и у Северну Америку захваљујући илустраторима и писцима као што је био амерички карикатуриста Томас Наст и ирски драмски писац Џорџ Бернард Шо, аутор комедије John Bull's Other Island.
Још од седме деценије 18. века Бул је приказиван као англосаксонски сеоски житељ. Готово увек је приказиван у прслуку боје телеће коже и у једноставном фрак-мантилу који је у прошлости обично био морнарске тегет боје, а у скорије време у бојама британске заставе. У политичким карикатурама, персонификација Велике Британије су понекад Британија или лав.
Као књижевни лик Џон Бул је добронамеран, намргођен, разуман и, у сваком погледу, сеоског порекла. За разлику од Ујка Сема, Бул не симболизује ауторитет већ представља јеомена који цени своје мало пиво и домаћински мир и који не поседује ни патријархалну моћ ни херојску одлучност. Код Арбатнота Џон Бул има сестру Пег (Шкотску) и традиционалног противника Луја Бабуна (династија Бурбона из Француске). Пег се у ликовним приказима појављивала и пре 18. века, али су други ликови из првобитног памфлета постепено отпали.

## Портрет
Бул је обично приказиван као снажан, стамен мушкарац у мантилу са светлим панталонама и заравњеним цилиндром који сугерише порекло из средње класе. Током Џорџијанског раздобља Булов прслук је био црвен, мантил плав, а панталоне беле или боје телеће коже што је требало да упути на боје које су носиле присталице виговаца. Управо је то исмејавао Џон Арбатнот у време када је креирао лик Џона Була. У 20. веку Булов прслук је готово увек у бојама британске заставе, а мантил најчешће тамноплаве (мада и даље подсећа на моду из периода Регентства 1795-1820). На глави носи низак цилиндар (који се понекад назива шешир Џона Була) и води са собом булдога.
Лик Џона Була коришћен је у бројним рекламним кампањама, а чест је лик у британским политичким карикатурама 19. и раног 20. века. Британски музичар Дејвид Боуи носио је мантил у стилу Џона Була што није остало непримећено.
Вошингтон Ирвинг га је описао у поглављу Џон Бул у својој збирци есеја и кратких прича The Sketch Book:
- "...отворен, сигуран и практичан момак, више би се о њему могло рећи у богатој прози, него у стиху. Мало тога је романтично у његовој природи, али поседује снажан природно осећај. Више се истиче по хумору, него по досетљивости. Весео је пре него ведар, меланхоличан али не и суморан. Лако га можете навести на изненадну сузу или грохотан смех, али нерадо показује осећања и није склон простим задовољствима. Добар је садруг ако му дозволите да испољи свој смисао за хумор и да прича о себи. У некој зађевици помоћиће пријатељу и животом и кесом, колико год удараца батином да прими."

Карикатурална представа стаменог, заобљеног, конзервативног и добронамерног Џона Була, обученог попут ситног племића са енглеског села, понекад је истицана као супротност конвенционалном приказу мршавог француског револуционара санкилота и јакобинца. Овај контраст појавио се око 1790. у радовима сатиричних уметника попут Џејмса Гилреја, Томаса Роуландсона и Џорџа Крукшанка.(Ранија национална персонификација био је сер Роџер де Каверли, из листа The Spectator (1711).)
Тајмс је 1966, критикујући унионистичку политику владе Северне Ирске, читаву провинцију назвао "Политички слам Џона Була".
У суфражетској карикатури из 1912. Џон Бул је приказан како гледа кроз прозор куће на чијим вратима се налази натпис "Franchise Villa",, док његова жена лупа на врата. Пратећи текст гласи
:
- Џон Бул: "Колико још намераваш да лармаш напољу?"
- Госпођа Бул: "Све док ме не пустиш унутра, Џоне!"

Почетком 20. века Џон Бул је све мање доживљаван као представа обичног човека, а током Првог светског рата његову функцију је углавном преузео Томи Аткинс, обичан војник.
Презиме Џона Була (енгл. Bull = бик) је такође подсећање на наводну склоност Енглеза према говедини, које је присутно и у надимку који Французи користе за Енглезе les rosbifs. Презиме такође подсећа и на особине које поседује Џон Бул, а такође се приписују бику попут снаге и тврдоглавости.
Типични Џон Бул је поменут у књизи Маргарет Фулер Summer on the Lakes, in 1843 у другом поглављу:
"Читала сам Маријеве путописе и очарана сам њиховом прецизношћу и јасним тоном. Он је једини Енглез који је заиста пропутовао ове крајеве, лично, не просто као Џон Бул."
Џон Бул се јавља и у првој свесци стрипа Лига изузетних џентлмена Алана Мура и Кевина О'Нила. Џон Бул се среће на илустрацији уз увод, на кутији шибица на првој страни стрипа, а и лично на дну последњег цртежа.
У јапанској аними Hellsing Ultimate, Алукард се у неколико наврата обраћа Волтеру, батлеру породице Хеслинг, као "Џону Булу".